# Mia Backman
Amanda Maria (Mia) Backman född 17 november 1877 i Janakkala Finland och död 26 mars 1958 i Helsingfors var en finländsk skådespelare. Hon var mor till skådespelaren och teaterchefen Fritz-Hugo Backman.

## Filmografi
- 1954 - Leena
- 1933 - Voi meitä! Anoppi tulee
- 1931 - Rovastin häämatkat
- 1919 - Dunungen
- 1916 - Eräs elämän murhenäytelmä (kabaresjungare Lussie Dalty)
- 1915 - Kesä (tant Bernard)
- 1913 - Nuori luotsi (Leena, Eeros mamma)

## Teater

### Roller
| År   | Roll                 | Produktion                                        | Regi             | Teater                       |
| ---- | -------------------- | ------------------------------------------------- | ---------------- | ---------------------------- |
| 1897 | Clara, kammarjungfru | Lika mot lika (La Veuve au Camélia) Paul Siraudin | Mauritz Swedberg | Svenska Teatern, Helsingfors |
| 1897 | Amelie Pfeiffer      | Tokerier (Pension Schöller) Carl Laufs            | Mauritz Swedberg | Svenska Teatern, Helsingfors |

### Regi (ej komplett)
| År   | Produktion       | Upphovsmän                        | Teater                       |
| ---- | ---------------- | --------------------------------- | ---------------------------- |
| 1938 | Madame Sans-Gêne | Victorien Sardou och Émile Moreau | Svenska Teatern, Helsingfors |